# Calling Time
Calling Time ist das sechste Studioalbum der schwedischen Sängers/Songwriters Basshunter. Es erschien am 13. Mai 2013 beim Label Gallo Record Company.

## Entstehungsgeschichte
Kurz nach Basshunters Auftritt bei Promi Big Brother auf Channel 4 im Vereinigten Königreich wurde sein nächstes Album Calling Time angekündigt. Am 14. Mai 2010 erschien die erste Single Saturday zunächst im Radio. Die Single folgte am 5. Juli 2010.
Insgesamt dauerte die Arbeit am Album drei Jahre. In dieser Zeit nahm Basshunter aka Jonas Altberg etwa 50 Songs auf, aus denen er die besten auswählte. Tatsächlich war es bereits 2012 fertig aufgenommen, doch Jonas Altberg entdeckte neue Musiksoftware und entschloss sich einige Songs damit umzuarbeiten, was in einer kompletten Neuaufnahme des Albums endete.
Das Album besteht aus 15 Songs sowie drei Remixen und erschien am 13. Mai 2013 über das Label Gallo Record Company.
Nach der Veröffentlichung des Albums kündigte er an, dass es sich bei Calling Time um das letzte Album handeln würde, auf dem er singe. Vielmehr wollte er sich von nun an alleine auf das DJing und die Musikproduktion für andere Künstler konzentrieren.

## Titelliste
| Nr. | Titel                                              | Autor(en)                                                                  | Produzenten                                                 | Länge |
| --- | -------------------------------------------------- | -------------------------------------------------------------------------- | ----------------------------------------------------------- | ----- |
| 1.  | Dirty (feat. Sandra)                               | Altberg, Sandra Gundstedt                                                  | Altberg                                                     | 2:53  |
| 2.  | Crash & Burn                                       | Altberg, Scott Simons, Paul Kominek                                        | Altberg, Simons                                             | 3:09  |
| 3.  | Dream on the Dancefloor (Radio Edit)               | Adam Baptiste, Altberg                                                     | Altberg                                                     | 3:12  |
| 4.  | Calling Time                                       | Altberg, Simons                                                            | Altberg, Simons                                             | 3:07  |
| 5.  | Far Away                                           | Eric Vyskocil, Paul Hutsch                                                 | Altberg                                                     | 3:42  |
| 6.  | Rise My Love                                       | Altberg                                                                    | Altberg                                                     | 2:33  |
| 7.  | I've Got You Now                                   | Altberg                                                                    | Altberg                                                     | 3:11  |
| 8.  | You're Not Alone                                   | Altberg, Maja                                                              | Altberg, Chris Delay                                        | 2:57  |
| 9.  | Wake Up Beside Me (feat. Dulce María)              | Altberg, Dulce María                                                       | Alberg, María                                               | 2:41  |
| 10. | Northern Light (Original Mix)                      | Altberg, Marcus Wickstrom, Minna Benne Elo                                 | Altberg, Scott Rosser                                       | 2:49  |
| 11. | Saturday                                           | Engelina Larson, Erick Morillo, Mark Quashie, Mich Hansen, Thomas Troelsen | Cutfather, Troelsen, Wez Clarke, Robert Uhlmann, Sarah West | 3:00  |
| 12. | Fest i hela huset (feat. Sweden Big Brother House) | Altberg, The Big Brother Theme                                             | Altberg                                                     | 2:51  |
| 13. | Lawnmover to Music                                 | Altberg                                                                    | Altberg                                                     | 4:21  |
| 14. | Pitchy                                             | Altberg                                                                    | Altberg                                                     | 2:16  |
| 15. | I Came Here to Party                               | Baptiste, Altberg, Naja                                                    |                                                             | 2:48  |

Bonustracks
| Nr. | Titel                                    | Autor(en)                       | Produzenten               | Länge |
| --- | ---------------------------------------- | ------------------------------- | ------------------------- | ----- |
| 16. | Far Away (Josh’s Big Room Remix)         | Vyskocil, Hutsch, Josh Williams | Altberg                   | 4:55  |
| 17. | Dream on the Dancefloor (Rude Dog Remix) | Altberg, Simons, Kominek        | Altberg, Simons, Rude Dog | 5:10  |
| 18. | Northern Light (Candlelight Version)     | Altberg, Wickstrom, Elo         | Altberg, Rosser           | 3:09  |

## Chartplatzierungen
Das Album sowie die dazugehörigen Singles Saturday, Fest i husla huset (seine Single mit dem schwedischen Big-Brother-Haus), Northern Light, Dream on the Dancefloor, Crash & Burn und Calling Time verfehlten die Charts. Lediglich in den US-Billboard.Dance/Electronic-Charts konnte das Album Platz 25 erreichen.